# Universidade de Luanda
A Universidade de Luanda (UniLuanda) é uma universidade pública angolana sediada na cidade de Luanda.
A universidade surgiu da fusão do Instituto Superior para as Tecnologias da Informação e Comunicação e do Instituto Superior de Gestão, Logística e Transportes, e de transformação das faculdades de artes e de serviço social. Antes da criação da UniLuanda eram instituições de ensino superior autônomas espalhadas pela província de Luanda.
Tem sua área de atuação restrita a província de Luanda.

## Histórico
Os organismos fundadores da UniLuanda surgiram do decreto-lei n.° 7/09, de 12 de maio de 2009, aprovado pelo Conselho de Ministros, que criou na data o Instituto Superior para as Tecnologias da Informação e Comunicação (ISUTIC) e o Instituto Superior de Serviço Social (ISSS). O mesmo decreto criou também o Instituto Superior de Artes (ISArt), porém este só entrou em operação em 2013.
No ano de 2016 o despacho presidencial nº 38/16, de 24 de março de 2016, criou o Instituto Superior de Gestão, Logística e Transportes (IPGEST).
Pelo decreto presidencial nº 285, de 29 de outubro de 2020 — que reorganiza a Rede de Instituições de Ensino Superior Pública de Angola (RIPES) —, as referidas instituições foram integradas a recém-formada Universidade de Luanda (UniLuanda) O ISUTIC e o IPGEST permeneceram como institutos, enquanto que formaram-se a Faculdade de Serviço Social e a Faculdade de Artes.

## Organismos componentes
As instituições orgânicas da Universidade de Luanda são:
- Faculdade de Artes;
- Faculdade de Serviço Social;
- Instituto Superior de Gestão, Logística e Transportes;
- Instituto Superior para as Tecnologias da Informação e Comunicação.